# 234292 Wolfganghansch
234292 Wolfganghansch è un asteroide della fascia principale. Scoperto nel 2000, presenta un'orbita caratterizzata da un semiasse maggiore pari a 2,5923537 au e da un'eccentricità di 0,1524646, inclinata di 4,32810° rispetto all'eclittica.